# Bruce Bennett

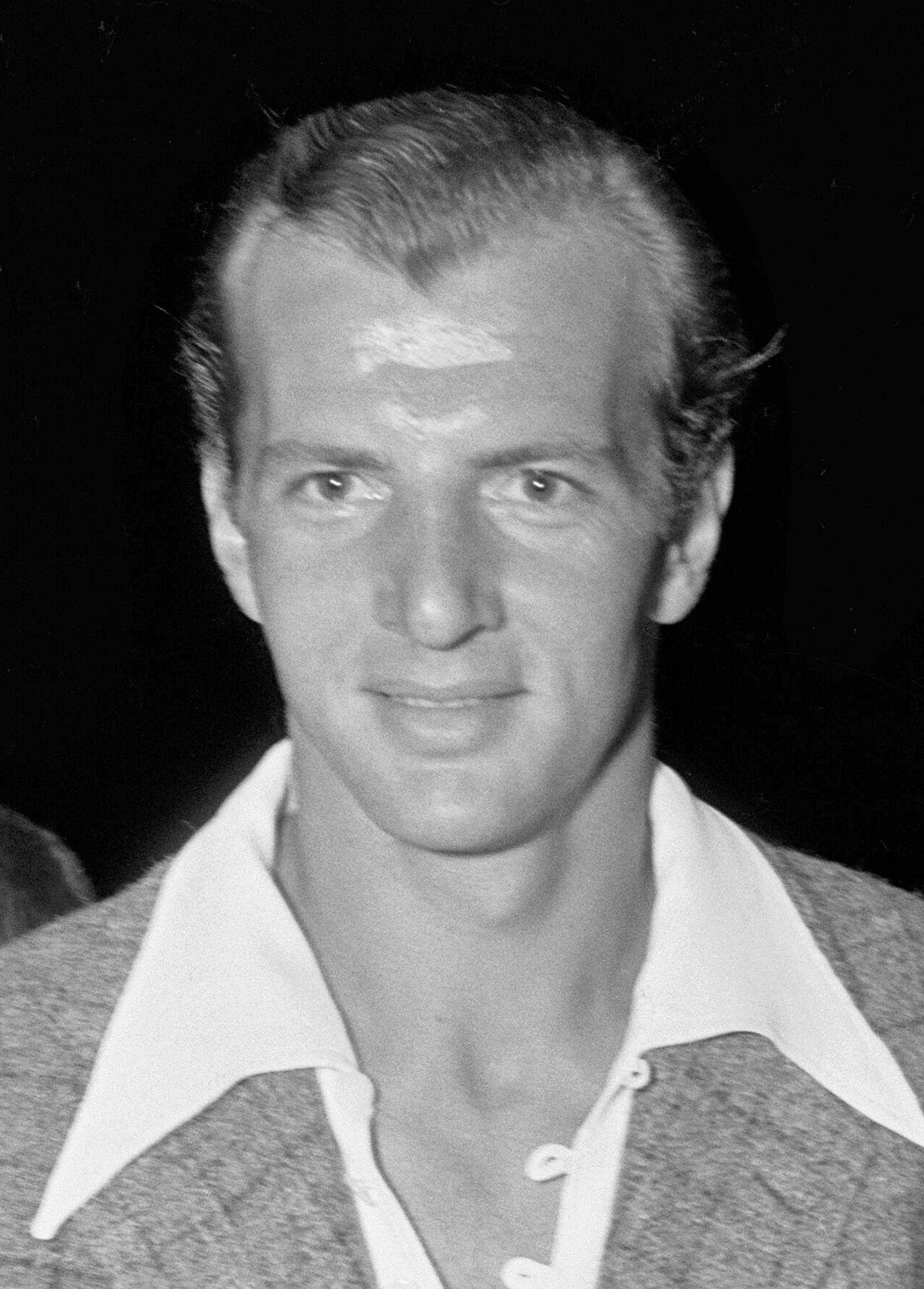
Bruce Bennett (1936)

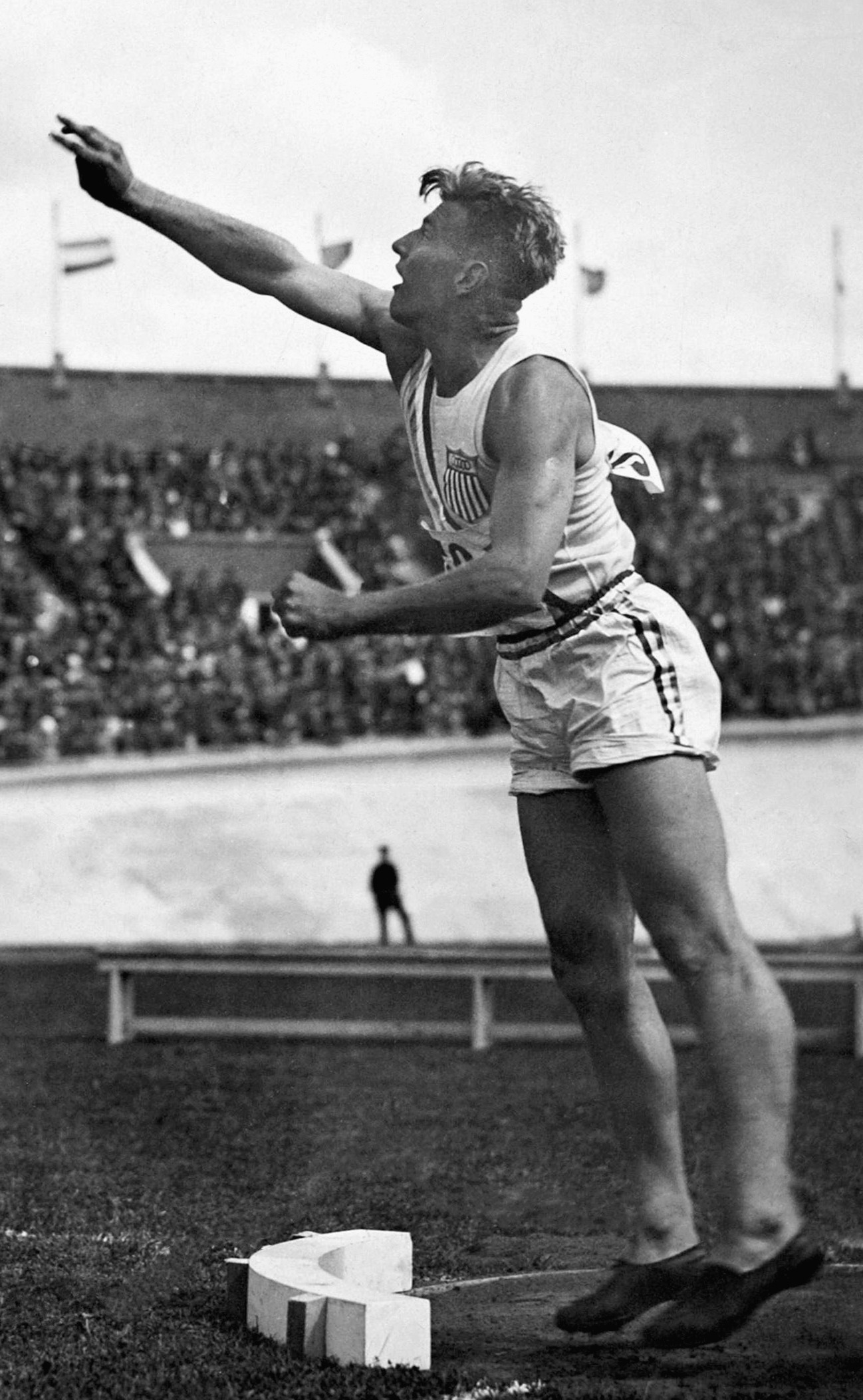
Bruce Bennett bei Olympia 1928

Herman Harold Brix (* 19. Mai 1906 in Tacoma, Washington; † 24. Februar 2007 in Los Angeles, Kalifornien) war ein US-amerikanischer Leichtathlet und Schauspieler deutscher Abstammung. Für seine Schauspielkarriere verwendete er die Namen Herman Brix und Bruce Bennett, unter letzterem Namen ist er am bekanntesten geworden.

## Leben
Herman Harold Brix wurde als Sohn deutscher Einwanderer aus Schleswig-Holstein im amerikanischen Bundesstaat Washington geboren. Seine Mutter Minna Petersen war im Jahr 1896 aus der Region Angeln in die USA eingewandert, sein Vater Anton H. Brix kam gebürtig aus Struxdorf. Im väterlichen Betrieb, der sich mit Holzeinschlag, Holzhandel und einem Sägewerk befasste, arbeitete der junge Brix bereits ab seinem 12. Lebensjahr mit. Brix nahm erfolgreich an den Olympischen Spielen 1928 teil, wo er mit 15,75 Meter hinter seinem Landsmann John Kuck die Silbermedaille in den Kugelstoßwettbewerben errang. Am 13. Juli 1930 verbesserte er den Weltrekord im Kugelstoßen auf 16,04 Meter. Diesen Rekord hielt er, ab dem 4. Juni 1931 gemeinsam mit František Douda, der ihn egalisiert hatte, bis zur Verbesserung durch Leo Sexton am 17. Juli 1932. Eine geplante Teilnahme von Brix an den Olympischen Sommerspielen 1932 wurde durch einen Schulterbruch verhindert.
Bereits gegen Ende seiner sportlichen Laufbahn begann Herman Brix ab 1931 in Hollywood als Schauspieler zu arbeiten. Er betätigte sich zunächst viel als Stuntman und wurde anfangs vor allem auf Rollen besetzt, in denen er sich mit seiner Athletik auszeichnen konnte. So spielte er den Tarzan in mehreren Filmen aus den 1930er-Jahren, seine Filme erreichten aber nicht die Popularität der Tarzan-Streifen mit Johnny Weissmüller. Ab 1939 verwendete Brix den Künstlernamen Bruce Bennett, offenbar weil er sich unter dem Namen Herman Brix zu sehr auf Tarzan-Rollen getypecastet fand. Er galt in den 1930er- bis 1950er-Jahren ein vielbeschäftigter Schauspieler mit Hauptrollen in kleineren Filmen und Nebenrollen in größeren Produktionen. 
Im Gegensatz zu anderen Sportler-Schauspielern wie etwa Johnny Weissmüller oder Buster Crabbe gelang es Bennett, ab den 1940er-Jahren zunehmend auch dramatische und schauspielerisch anspruchsvollere Rollen zu ergattern. So verkörperte er etwa den gutmütigen Ehemann von Joan Crawfords Hauptfigur im Drama Solange ein Herz schlägt und war er als ermordeter amerikanischer Goldsucher in John Hustons Klassiker Der Schatz der Sierra Madre mit Humphrey Bogart zu sehen. Ab den 1950er-Jahren wirkte er auch an vielen Fernsehserien wie Perry Mason, Die Leute von der Shiloh Ranch, Daktari und Lassie. Auch trat er als Werbeträger für verschiedene Firmen in Erscheinung. Seine letzte Filmrolle übernahm Bennett im Jahr 1980 in einem niederländischen Film, insgesamt umfasst sein filmisches Schaffen über 150 Film- und Fernsehproduktionen.
In späteren Jahren war Brix, der nur für seine Schauspielkarriere den Namen Bennett verwendete, auch als Geschäftsmann tätig. Noch mit 96 Jahren unternahm er einen Fallschirmsprung. 2002 schrieb der Autor Mike Chapman in seinem Auftrag eine Biografie unter dem Titel Please Don’t Call Me Tarzan. Bruce Bennett starb 2007 im Alter von 100 Jahren an den Komplikationen eines Hüftbruches. Von 1933 bis zu ihrem Tod im Jahr 2000 war er mit Jeannette C. Braddock verheiratet; sie hatten zwei Kinder.

## Filmografie (Auswahl)
- 1931: Touchdown!
- 1932: Beine sind Gold wert (Million Dollar Legs)
- 1932: Filmverrückt (Movie Crazy)
- 1934: Die nackte Wahrheit (Riptide)
- 1934: Die Schatzinsel (Treasure Island)
- 1935: Tarzans neuestes Abenteuer: Der Herr der Wildnis (The New Adventures of Tarzan)
- 1936: A Million to One
- 1938: The Lone Ranger
- 1938: Tarzans neuestes Abenteuer: Tarzan und die grüne Göttin (Tarzan and the Green Goddess)
- 1938: Tarzan auf der Schatzinsel (Hawk of the Wilderness)
- 1939: Der gelbe Kreis (Daredevils of the Red Circle)
- 1939: Blondie Brings Up Baby
- 1939: Zwölf Monate Bewährungsfrist (Invisible Stripes)
- 1940: Escape to Glory
- 1941: The Officer and the Lady
- 1942: Atlantic Convoy
- 1943: Immer mehr, immer fröhlicher (The More the Merrier)
- 1943: Sahara
- 1944: U-Boat Prisoner
- 1945: Solange ein Herz schlägt (Mildred Pierce)
- 1946: Die große Lüge (A Stolen Life)
- 1946: Besuch in Kalifornien (The Man I Love)
- 1947: Nora Prentiss
- 1947: Schmutzige Dollars (Cheyenne)
- 1947: Die schwarze Natter (Dark Passage)
- 1948: Der Schatz der Sierra Madre (The Treasure of the Sierra Madre)
- 1948: Der Herr der Silberminen (Silver River)
- 1949: Sie ritten mit Jesse James (The Younger Brothers)
- 1949: Sturm über dem Pazifik (Task Force)
- 1949: Eines Morgens in der Hopkins-Street (The House Across the Street)
- 1949: Frauen um Dr. Corday (The Doctor and the Girl)
- 1949: Tödlicher Sog (Undertow)
- 1950: Die Tote in den Dünen (Mystery Street)
- 1950: Ohne Skrupel (Shakedown)
- 1951: In Rache vereint (The Great Missouri Raid)
- 1951: Sein letzter Verrat (The Last Outpost)
- 1951: Angels in the Outfield
- 1952: Maskierte Herzen (Sudden Fear)
- 1953: Du und keine andere (Dream Wife)
- 1953: Kampfstaffel Feuerdrachen (Dragonfly Squadron)
- 1955: Verbrecherzentrale Totenkopf (The Big Tip Off)
- 1955: In geheimer Kommandosache (Strategic Air Command)
- 1955: Desperados (Robbers’ Roost)
- 1956: Galgenfrist (Hidden Guns)
- 1956: Gefangene des Stroms (The Bottom of the Bottle)
- 1956: Bankraub in Mexiko (The Three Outlaws)
- 1956: Daniel Boone (Daniel Boone, Trail Blazer)
- 1956: Pulverdampf und heiße Lieder (Love Me Tender)
- 1956: Rivalen ohne Gnade (Three Violent People)
- 1958: 77 Sunset Strip (Fernsehserie, 1 Folge)
- 1958–1965: Perry Mason (Fernsehserie, 5 Folgen)
- 1959: Im Sumpf des Grauens (The Alligator People)
- 1960: Am Fuß der blauen Berge (Laramie, Fernsehserie, 1 Folge)
- 1961: Der Außenseiter (The Outsider)
- 1965: Geächtet (Branded, Fernsehserie, 1 Folge)
- 1967: Die Leute von der Shiloh Ranch (The Virginian, Fernsehserie, 1 Folge)
- 1968: Daktari (Fernsehserie, 2 Folgen)
- 1970: Alle lieben Lassie (Lassie: Well of Love, Fernsehfilm)
- 1970–1971: Lassie (Fernsehserie, 4 Folgen)
- 1972: Deadhead Miles
- 1973: Clones – Labor des Grauens (The Clones)
- 1980: Laat de dokter maar schuiven